# Une pilule, une petite granule
 (février 2012).
Une pilule, une petite granule, aussi orthographiée Une pilule, une p'tite granule, est une émission de télévision québécoise en 267 épisodes de trente, puis soixante minutes diffusée durant onze saisons du 15 octobre 2004 au 26 mars 2015 à Télé-Québec.

## Contenu
Cette émission d'information présente des reportages actuels, vulgarisés et de sources fiables, pour un public large. Le contenu se développe sur le thème des maladies physiques et mentales.
Pour la huitième saison, l'animatrice Marie-Élaine Proulx et le docteur Georges Lévesque sont à la barre de ce magazine télévisé, qui présente également, depuis la saison 2011-2012, des histoires de cas vécus des téléspectateurs.

## Sur le web
Le site web de l'émission présente aussi un contenu très diversifié et informatif, toujours sur le thème de la santé. Entre autres, des portraits de personnalités du monde médical, des conseils en premiers soins, des discussions ou partages d'opinion sur des sujets chauds de l'actualité.